# Kurt Oberdorffer
Kurt Oberdorffer (* 28. April 1900 in Schluckenau, Österreich-Ungarn; † 10. November 1980 in Traunreut) war ein deutscher Historiker, Archivar und nationalsozialistischer Verwaltungsfachmann aus dem Sudetenland.

## Biographie
Kurt Oberdorffer, ein Sohn des Juristen Leonhard Oberdorffer studierte an der Karl-Ferdinands-Universität in Prag, wurde dort 1922 mit dem Dissertation Die Chronik des Benesch von Weitmühl zum Dr. phil. promoviert und ergänzte das Studium in Wien am Institut für Österreichische Geschichtsforschung 1924 mit einer staatlichen Prüfung für den höheren Verwaltungsdienst und das Archivwesen.
In der Zeit zwischen Erster Weltkrieg (1914–1918) und Zweiter Weltkrieg (1939–1945), zur Zeit der 1919 gegründeten ersten Tschechoslowakei war Kurt Oberdorffer nach 1933 für die Sudetendeutsche Partei aktiv und als Archivar berufstätig. Für Konrad Henlein hielt er Kontakt zu den führenden Volkstumswissenschaftern im Deutschen Reich 1933 bis 1945 und war Verbindungsmann zum Sicherheitsdienst des Reichsführers SS bis zum Münchner Abkommen und der Angliederung der Sudetengebiete 1938 an das Deutsche Reich.
Während des Zweiten Weltkrieges wurde Kurt Oberdorffer tragende Kraft bei der Leitung der Sudetendeutschen Anstalt für Landes- und Volksforschung in Liberec (Reichenberg) in Nordböhmen, der Hauptstadt des Reichsgau Sudetenland. Mit Rudolf Schreiber war er Schriftleiter der Zeitschrift für Sudetendeutsche Geschichte.
Für Oberdorffer, von 1924 bis 1938 Archivar und Museumsleiter in Brüx, dem heutigen Most in Tschechien, begann 1939 eine Karriere als SS-Sturmbannführer (SS-Nummer 314.984). Der NSDAP trat er zum 1. November 1938 bei (Mitgliedsnummer 6.794.584). Ab 1940, bis zum Kriegsende im Mai 1945 leitete er die Abteilung für Kultur und Wissenschaft der Gauverwaltung des Reichsgaus Sudetenland, war im Schulungsamt des SS-Hauptamtes in Berlin 1942 SS-Oberführer und wurde 1943 Stellvertreter des Gauleiters im Reichsgau Sudetenland. 1945 wurde er zum Kriegsdienst einberufen und kam bis 1948 in amerikanische Gefangenschaft. Danach war er erst arbeitslos, später Hilfsarbeiter und Dozent an der Volkshochschule Bayreuth, schließlich Sozialarbeiter bei den Siemenswerken in Traunreut. Er wurde 1950 Mitglied des Johann Gottfried Herder-Forschungsrat in Marburg.
Von 1953 bis 1963 wurde Kurt Oberdorffer Museumsleiter und Stadtarchivar in Ludwigshafen. Seit 1950 stand er mit Bruno Schier, Eugen Lemberg, Hermann Aubin, Josef Hanika und Wilhelm Weizsäcker und anderen in Informationsaustausch über Ostforschung. Kurt Oberdorffer gründete 1954 in Heidelberg zusammen mit anderen Archivaren und Historikern die mit dem Gottfried Herder-Forschungsrat in Marburg verbundene Historische Kommission der Sudetenländer. Er war 1956 auch an der Gründung des Collegium Carolinum e. V., Forschungsstelle für die Geschichte der böhmischen Länder, in München beteiligt und gehörte dessen Vorstand an. Ziel der Einrichtung war es, die sudetendeutschen wissenschaftlichen Einrichtungen in einer neuen Institution fortzuführen. Der Verein wurde als gemeinnützig mit öffentlichen Mitteln gefördert.
Oberdorffer wurde 1955 zum Obmann der Historischen Kommission der Sudetenländer gewählt. Während seiner Amtszeit bis 1968 war sein Leben und Wirken kein Thema für historische Forschungen.

## Schriften
- Das alte Brüxer Kantonale. 1924
- Studien zur Privilegierung der Zisterzienser in Böhmen und Mähren. 1924
- mit Helmut Preidel: Führer durch die vorgeschichtliche Abteilung des Stadtmuseums in Brüx. Brüx 1927
- Ein Brüxer Losungsregister von 1825. 1934
- Das Sudetenland in der deutschen Geschichte. 1938
- Die Verpfändung Nordwestböhmens an Sachsen-Meissen 1425. 1939
- Ludwigshafen und seine ehrenamtlichen Bürgermeister 1863–1896. 1964
- Ludwigshafener Chemiker, Düsseldorf 1958, Bd. II Düsseldorf 1960
- Schriftsteller und Herausgeber Verzeichnis, in: Sudetendeutscher Kulturalmanach 6, 1967

## Sonstige Erweiterungen
- Kurt Oberdorffer: Gedanken zur Frage der wissenschaftlichen Volkstumsforschung im Sudetenland. 20. Dezember 1938, in: Wissenschaftspolitik im Nationalsozialismus und die Universität Prag. Dokumente eingeleitet und herausgegeben von Gerd Simon (= Publikationen der Gesellschaft für interdisziplinäre Forschung. Band 2). Tübingen 2001, S. 44–49.